# Obołonie
Obołonie (ukr. Оболоння, Obołonnia) – wieś na Ukrainie, w obwodzie iwanofrankiwskim, w rejonie dolińskim. W 2022 roku liczyła 2338 mieszkańców.